# Bộ luật Hồng Đức
Bộ luật Hồng Đức là tên gọi thông dụng của bộ Quốc triều hình luật hay Lê triều hình luật, là bộ luật chính thức của nhà nước Đại Việt thời Lê sơ hiện còn được lưu giữ đầy đủ. Do các bộ luật của các triều đại phong kiến Việt Nam đều có tên gọi là Quốc triều hình luật nên ở đây dùng tên gọi Bộ luật Hồng Đức làm tên gọi cho bài mặc dù nó không phải là tên gọi chính thức.
Nó có thể coi là bộ luật tổng hợp bao gồm nhiều quy phạm pháp luật thuộc nhiều lĩnh vực pháp luật khác nhau như: Lĩnh vực luật hình sự, luật dân sự, luật tố tụng, luật hôn nhân-gia đình, luật hành chính,...

## Lịch sử
Văn bản của bộ luật này là một trong những thư tịch cổ nhất hiện còn được lưu trữ tại Viện nghiên cứu Hán-Nôm (Hà Nội). Tại đây có hai bản in ván khắc đều có tên là Quốc triều hình luật. Ngoài ra còn có một bộ sách chép tay tuy có tên gọi là Lê triều hình luật, nhưng nội dung của nó lại là bản sao lại của Quốc triều hình luật (thời Hậu Lê) và chép vào thời gian sau này.
Trong đó bản Quốc triều hình luật mang ký hiệu A.341 là bản in ván khắc hoàn chỉnh hơn cả và được coi là văn bản có giá trị nhất. Bộ luật trong sách này gồm 6 quyển, in ván khắc trên giấy bản, tổng cộng gồm 129 tờ đóng chung thành một cuốn. Sách không ghi tên tác giả, không có dấu hiệu niên đại soạn thảo hay niên đại in ấn và cũng không có lời tựa hoặc các chú dẫn khác. Bìa nguyên bản cuốn sách đã mất, được thay thế bằng một tờ bìa viết 4 chữ Hán là Quốc triều hình luật bằng bút lông. Nội dung của bộ luật này đã được Phan Huy Chú ghi chép lại trong phần Hình luật chí của Lịch triều hiến chương loại chí, nhưng thiếu so với cuốn sách này 143 điều trong tổng số 722 điều.
Trong số 722 điều của Quốc triều Hình luật thì 200 điều phỏng theo luật nhà Đường (Đường luật sớ nghị), 17 điều phỏng theo luật nhà Minh. Ngoài ra có 178 điều chung đề tài nhưng Quốc triều Hình luật đưa ra một giải pháp khác các triều đại Trung Hoa. Đáng chú ý nhất là có 328 điều không tương ứng với điều luật nào của Trung Quốc cả.
Từ đầu thế kỷ 20, Quốc triều hình luật đã được khảo dịch sang tiếng Pháp. Đến năm 1956, nó mới được dịch sang quốc ngữ lần đầu tiên (bản dịch của Trường Đại học Luật khoa Sài Gòn do Lương Thần Cao Nãi Quang phiên âm, và dịch nghĩa, Nguyễn Sĩ Giác hiệu đính, Vũ Văn Mẫu viết lời tựa, nhà in Nguyễn Văn Của phát hành, Sài Gòn, 1956). Gần đây, Viện Sử học Việt Nam đã dịch thuật lại cho chuẩn xác hơn. (Nhà xuất bản Pháp lý, Hà Nội - 1991).
Một số học giả Pháp, khi khảo dịch và nghiên cứu cho rằng nó có tên là Lê triều hình luật và nó là Lê triều điều luật được in năm 1777 (Cảnh Hưng thứ 38) mà Phan Huy Chú đã ghi lại trong Lịch triều hiến chương loại chí sau khi họ nghiên cứu thiên Hình luật chí trong cuốn sách này của ông cũng như bản chép tay của Quốc triều hình luật. Theo Vũ Văn Mẫu, Quốc triều hình luật được ban bố lần đầu tiên trong khoảng niên hiệu Hồng Đức (1470-1497) và có lẽ vào thời gian cuối của niên hiệu này. Ý kiến của Vũ Văn Mẫu chủ yếu dựa vào ý kiến của Phan Huy Chú viết về việc ban hành dưới thời Lê, bộ Hồng Đức hình luật và lời đề tựa của vua Gia Long triều Nguyễn cho bộ Hoàng Việt luật lệ, trong đó ông đánh giá rất cao bộ luật cổ này và gọi nó là Bộ luật Hồng Đức.
Theo Viện Sử học Việt Nam, Quốc Triều hình luật được khởi thảo từ thời Lê Thái Tổ, sau đó tiếp tục được bổ sung dưới các triều Lê Thái Tông và Lê Nhân Tông. Tới thời Lê Thánh Tông thì bộ luật được hoàn chỉnh. Các ý kiến này chủ yếu dựa vào Đại Việt sử ký toàn thư với ghi chép là năm Thái Hòa thứ 7 (1449), vua Lê Nhân Tông đã bổ sung thêm vào bộ hình luật chương điền sản gồm 14 điều. Ngoài ra, qua các sử sách khác và qua các lần in khắc ván (với những điểm khác nhau về nội dung của các văn bản), các bổ sung và tên gọi các đơn vị hành chính ghi trong bộ luật v.v có thể nhận thấy bộ luật này được soạn thảo, bổ sung, hiệu đính qua nhiều đời vua triều Lê.

## Bố cục
Quốc triều hình luật trong cuốn sách A.341 có 13 chương, ghi chép trong 6 quyển (5 quyển có 2 chương/quyển và 1 quyển có 3 chương), gồm 722 điều. Ngoài ra, trước khi đi vào các chương và điều thì Quốc triều hình luật còn có các đồ biểu quy định về các hạng để tang và tang phục, kích thước và các hình cụ (roi, trượng, gông, dây sắt v.v).
Bố trí cụ thể như sau:
1. Chương Danh lệ: 49 điều quy định về những vấn đề cơ bản có tính chất chi phối nội dung các chương điều khác (quy định về thập ác, ngũ hình, bát nghị, chuộc tội bằng tiền v.v)
2. Chương Vệ cấm: 47 điều quy định về việc bảo vệ cung cấm, kinh thành và các tội về cấm vệ.
3. Chương Vi chế: 144 điều quy định về hình phạt cho các hành vi sai trái của quan lại, các tội về chức vụ.
4. Chương Quân chính: 43 điều quy định về sự trừng phạt các hành vi sai trái của tướng, sĩ, các tội quân sự.
5. Chương Hộ hôn: 58 điều quy định về hộ tịch, hộ khẩu, hôn nhân-gia đình và các tội phạm trong các lĩnh vực này.
6. Chương Điền sản: 59 điều, trong đó 32 điều ban đầu và 27 điều bổ sung sau (14 điều về điền sản mới tăng thêm, 4 điều về luật hương hỏa, 9 điều về châm chước bổ sung luật hương hỏa) quy định về ruộng đất, thừa kế, hương hỏa và các tội phạm trong lĩnh vực này.
7. Chương Thông gian: 10 điều quy định về các tội phạm tình dục.
8. Chương Đạo tặc: 54 điều quy định về các tội trộm cướp, giết người và một số tội chính trị như phản nước hại vua.
9. Chương Đấu tụng: 50 điều quy định về các nhóm tội đánh nhau (ẩu đả) và các tội vu cáo, lăng mạ v.v
10. Chương Trá ngụy: 38 điều quy định các tội giả mạo, lừa dối.
11. Chương Tạp luật: 92 điều quy định về các tội không thuộc các nhóm tội danh trên đây.
12. Chương Bộ vong: 13 điều quy định về việc bắt tội phạm chạy trốn và các tội thuộc lĩnh vực này.
13. Chương Đoán ngục: 65 điều quy định về việc xử án, giam giữ can phạm và các tội phạm trong lĩnh vực này.

Hai chương cuối này đã có một số quy định về tố tụng, nhưng chưa hoàn chỉnh.

## Các quy định dân sự
Trong Bộ luật Hồng Đức, các quan hệ dân sự được đề cập tới nhiều nhất là các lĩnh vực như: quan hệ sở hữu, quan hệ hợp đồng và thừa kế ruộng đất.

### Sở hữu và hợp đồng
Bộ luật Hồng Đức đã phản ánh hai chế độ sở hữu ruộng đất trong thời kỳ phong kiến là: sở hữu nhà nước (ruộng công/ công điền/công thổ) và sở hữu tư nhân (ruộng tư/tư điền/tư thổ).
Trong Bộ luật Hồng Đức, do đã có chế độ lộc điền-công điền tương đối toàn diện về vấn đề ruộng đất công nên trong bộ luật này quyền sở hữu nhà nước về ruộng đất chỉ được thể hiện thành các chế tài áp dụng đối với các hành vi vi phạm chế độ sử dụng ruộng đất công như: không được bán ruộng đất công (điều 342), không được chiếm ruộng đất công quá hạn mức (điều 343), không được nhận bậy ruộng đất công đã giao cho người khác (điều 344), cấm làm sai quy định phân cấp ruộng đất công (điều 347), không để bỏ hoang ruộng đất công (điều 350), cấm biến ruộng đất công thành tư (điều 353), không được ẩn lậu để trốn thuế (điều 345) v.v
Bên cạnh đó việc bảo hộ quyền sở hữu tư nhân/ hợp đồng về ruộng đất tư cũng được quy định rõ ràng. Chẳng hạn, cấm xâm lấn ruộng đất của người khác (điều 357), cấm tá điền tranh ruộng đất của chủ (điều 356), cấm ức hiếp để mua ruộng đất của người khác (điều 355) v.v
Qua một số quy định trên, có thể thấy bộ luật đã điều chỉnh ba loại hợp đồng về ruộng đất:
Mua bán ruộng đất
Cầm cố ruộng đất
Thuê mướn ruộng đất
Về hình thức, các hợp đồng thường phải lập thành văn tự giữa các bên tham gia hợp đồng với sự chứng thực của quan viên có thẩm quyền.

### Thừa kế
Trong lĩnh vực thừa kế, quan điểm của các nhà làm luật Đại Việt thời Lê khá gần gũi với các quan điểm hiện đại về thừa kế. Cụ thể: Khi cha mẹ còn sống, không phát sinh các quan hệ về thừa kế nhằm bảo vệ và duy trì sự trường tồn của gia đình, dòng họ. Thứ hai là các quan hệ thừa kế theo di chúc (các điều 354, 388) và thừa kế không di chúc (thừa kế theo luật) với các điều 374-377, 380, 388. Điểm đáng chú ý trong Bộ luật Hồng Đức, người con gái có quyền thừa kế ngang bằng với người con trai(trong trường hợp người con trai trưởng mất hoặc chết trước đó - Xem thêm Lịch Triều Hiến Chương Loại chí -Tập 2 - Hình Luật Chí). Đây là một điểm tiến bộ không thể thấy ở các bộ luật phong kiến khác. Thứ ba, bộ luật đã phân định về nguồn gốc tài sản của vợ chồng, gồm có: tài sản riêng của mỗi người và tài sản chung của cả hai vợ chồng. Việc phân định này góp phần xác định việc phân chia thừa kế cho các con khi cha mẹ đã chết hoặc chia tài sản cho bên còn sống nếu một trong hai vợ hoặc chồng chết trước.
Thừa kế chính là điểm nổi bật nhất của luật pháp triều hậu Lê

### Trách nhiệm dân sự
Bộ luật Hồng Đức cũng quy định trách nhiệm dân sự của các bên tham gia quan hệ, với những nội dung khá chặt chẽ, cụ thể.
Bên cạnh các nội qui trên trẻ em cũng cần được chăm sóc kĩ càng và giáo dục đặc biệt với 3 tiêu chí:
- 1. Không bạo lực
- 2. Không đánh đập
- 3. Giáo dục tốt.

Với 3 tiêu chí trên để người dân biết nhà nước rất quan tâm đến trẻ em bởi trẻ em là tương lai của đất nước là rường cột của quê hương.

## Các quy định hình sự

### Các nguyên tắc chủ đạo
Hình luật là nội dung trọng yếu và có tính chất chủ đạo, bao trùm toàn bộ nội dung của bộ luật. Các nguyên tắc hình sự chủ yếu của nó là:
- Vô luật bất thành hình (điều 642, 683, 685, 708, 722): trong đó quy định chỉ khép tội khi trong bộ luật có quy định, không thêm bớt tội danh, áp dụng đúng hình phạt đã quy định và nó là tương tự như trong các bộ luật hình sự hiện đại.
- Chiếu cố (điều 1, 3-5, 8, 10, 16, 17, 680): trong đó quy định các chiếu cố đối với địa vị xã hội, tuổi tác (trẻ em và người già cả), tàn tật, phụ nữ v.v
- Chuộc tội bằng tiền (điều 6, 16, 21, 22, 24): đối với các tội danh như trượng, biếm, đồ, khao đinh, tang thất phụ, lưu, tử, thích chữ. Tuy nhiên các tội thập ác (mười tội cực kỳ nguy hiểm cho chính quyền) và tội đánh roi (có tính chất răn đe, giáo dục) không cho chuộc.
- Trách nhiệm hình sự (điều 16, 35, 38, 411, 412): trong đó đề cập tới quy định về tuổi chịu trách nhiệm hình sự và việc chịu trách nhiệm hình sự thay cho người khác.
- Miễn, giảm trách nhiệm hình sự (điều 18, 19, 450, 499, 553): trong đó quy định về miễn, giảm trách nhiệm hình sự trong các trường hợp như tự vệ chính đáng, tình trạng khẩn cấp, tình trạng bất khả kháng, thi hành mệnh lệnh, tự thú (trừ thập ác, giết người).
- Thưởng người tố giác, trừng phạt người che giấu (điều 25, 39, 411, 504)

### Tội phạm
- Phân loại theo hình phạt (ngũ hình và các hình phạt khác)
- Theo sự vô ý hay cố ý phạm tội
- Theo âm mưu phạm tội và hành vi phạm tội
- Tính chất đồng phạm

#### Các nhóm tội cụ thể
- Thập ác: Là 10 trọng tội nguy hiểm nhất như:
  - Các tội liên quan đến vương quyền: mưu phản, mưu đại nghịch (điều 2, 411), mưu bạn (phản bội tổ quốc-điều 412), đại bất kính (430, 431).
  - Các tội liên quan đến quan hệ hôn nhân-gia đình: ác nghịch (điều 416), bất hiếu (nhiều điều, chẳng hạn điều 475), bất mục, bất nghĩa, nội loạn.
  - Tội liên quan đến tiêu chí đạo đức hàng đầu của Nho giáo: bất đạo (420 và 421).
- Các nhóm tội phạm khác: bao gồm các tội liên quan đến sự an toàn thân thể của vua, nghi lễ cung đình, xâm phạm trật tự công cộng, quản lý hành chính, thể thức nghi lễ triều đình, xâm phạm tính mạng, sức khoẻ, danh dự và nhân phẩm con người, các tội xâm phạm an ninh quốc gia, trật tự an toàn xã hội, các tội phạm quân sự, xâm phạm chế độ sở hữu ruộng đất, xâm phạm chế độ hôn nhân-gia đình, các tội tình dục, các tội xâm phạm chế độ tư pháp v.v

### Hình phạt
Quan niệm về hình phạt trong bộ luật khá chi tiết nhưng cứng nhắc với khung hình phạt thường là cố định, tuy rằng có tính đến các tình tiết tăng nặng hay giảm nhẹ (điều 41).
Các hình phạt cụ thể có ngũ hình và các hình phạt khác.

#### Ngũ hình
Ngũ hình được quy định tại điều 1 và bao gồm: xuy, trượng, đồ, lưu, tử.
- Xuy (đánh bằng roi) có 5 bậc: 10, 20, 30, 40, 50 roi, có thể kèm phạt tiền và biếm chức, áp dụng cả cho nam và nữ.
- Trượng (đánh bằng gậy) cũng có 5 bậc: 60, 70, 80, 90 và 100 trượng, chỉ áp dụng cho nam.
- Đồ có 3 bậc là:
  - Dịch đinh kèm 80 trượng cho nam và dịch phụ kèm 50 roi cho nữ. Dịch đinh/dịch phụ có nhiều hạng là:
    - Thuộc đinh: phục dịch ở các viện (dành cho quan chức có tội)
    - Quân đinh: phục dịch ở các sảnh
    - Khao đinh: phục dịch ở trong trại lính
    - Xã đinh: phục dịch ở các xã (dành cho thường dân nam có tội)
    - Thứ phụ: phục dịch công việc ở làng (dành cho thường dân nữ có tội)
    - Viên phụ: làm các công việc trong vườn và đánh 10 roi (dành cho vo quan)
    - Tang thất phụ: phục dịch ở các nơi nuôi tằm, nếu phạm tội nặng

  - Tượng phường binh (quét dọn chuồng voi kèm 80 trượng và thích 2 chữ vào mặt) cho nam và xuy thất tỳ (nấu cơm nuôi quân kèm 50 roi và thích 2 chữ vào cổ) cho nữ.
  - Chủng điền binh (lính lao động ở đồn điền của nhà nước kèm 80 trượng và thích vào cổ 4 chữ, phải đeo xiềng) cho nam và thung thất tỳ (xay thóc giã gạo trong các kho thóc thuế của nhà nước kèm 50 roi và thích vào cổ 4 chữ) cho nữ.
- Lưu tức lưu đày đi nơi xa, có 3 bậc là:
  - Lưu cận châu, đày đi làm việc nặng ở Nghệ An với hình phạt phụ là thích vào mặt 6 chữ, đánh 90 trượng, đeo xiềng dành cho nam và đánh 50 roi cho nữ.
  - Lưu ngoại châu: Lưu đày đến Bố Chính, Quảng Bình. Phụ hình có 90 trượng, thích 8 chữ vào mặt, đeo xiềng 2 vòng dành cho nam và đánh 50 roi cho nữ.
  - Lưu viễn châu: đày đi Cao Bằng. Phụ hình gồm 100 trượng, thích 10 chữ vào mặt, đeo xiềng 3 vòng cho nam, đánh 50 roi cho nữ.
- Tử (giết chết) có 3 bậc là:
  - Trảm cả nhà
  - Giảo (thắt cổ), trảm (chém đầu)
  - Khiêu (chém bêu đầu)
  - Lăng trì (tùng xẻo) tức xẻo từng miếng thịt rồi mổ bụng, moi ruột cho đến chết, tiếp theo còn bị cắt rời chân tay và bẻ gãy hết xương, sau đó đem chôn lấp

#### Các hình phạt khác
Ngoài ngũ hình, Bộ luật Hồng Đức còn áp dụng các hình phạt khác như:
- Biếm tư (điều 27, 46) bao gồm các bậc từ 1 đến 5 tư nhưng có quy định cho chuộc tội biếm bằng tiền theo điều 22. Biếm tư có thể được hiểu như một hình thức làm hạ thấp tư cách của người bị phạt. Ngoài ra người bị phạt biếm tư còn phải chịu hình phạt đánh roi (xuy hoặc trượng).
- Phạt tiền (điều 26) có 3 bậc: 300-500 quan, 60-200 quan và 5-50 quan. Ngoài ra còn có quy định về tiền bồi thường tang vật (điều 28), tiền đền mạng (điều 29).
- Tịch thu tài sản có 2 bậc là tịch thu toàn bộ gia sản (nặng theo điều 426, 430) và tịch thu một phần tài sản (nhẹ, các điều 88, 523)
- Thích chữ vào cổ hoặc mặt: Được áp dụng như là hình phạt phụ đối với các tội lưu, đồ, trượng, xuy.
- Xung vợ con làm nô tỳ. Chỉ áp dụng đối với các tội mưu phản, mưu đại nghịch, mưu bạn trong thập ác (điều 411, 412).

## Các quy định trong hôn nhân-gia đình
Các nguyên tắc cơ bản trong lĩnh vực hôn nhân của bộ luật là: hôn nhân không tự do, đa thê và xác lập chế độ gia đình gia trưởng. Nó thể hiện lễ nghĩa Nho giáo, trật tự xã hội-gia đình phong kiến, tuy nhiên vẫn có một số điểm tiến bộ.

### Hôn nhân
Trong lĩnh vực hôn nhân, bộ luật đã điều chỉnh các quan hệ như kết hôn, chấm dứt hôn nhân (do chết hoặc ly hôn).

#### Kết hôn
Trong quan hệ kết hôn, luật quy định các điều kiện để có thể kết hôn là: có sự đồng ý của cha mẹ (điều 314), không được kết hôn giữa những người trong họ hàng thân thích (điều 319), cấm kết hôn khi đang có tang cha, mẹ hay chồng (điều 317), cấm kết hôn khi ông, bà, cha hay mẹ đang bị giam cầm, tù tội (điều 318), cấm anh (em) lấy vợ góa của em (anh), trò lấy vợ góa của thầy (điều 324), với một số quy định khác trong các điều 316, 323, 334, 338, 339. Tuy nhiên,Quốc triều hình luật  không quy định tuổi kết hôn, mặc dù trong Thiên Nam dư hạ tập (phần lệ Hồng Đức hôn giá) có viết: "Con trai 18 tuổi, con gái 16 tuổi mới có thể thành hôn", có lẽ là do đã tồn tại một văn bản khác cùng thời quy định về điều này. Bộ luật Hồng Đức cũng quy định về hình thức và thủ tục kết hôn như đính hôn và thành hôn (các điều 314, 315, 322). Lưu ý là  Quốc triều hình luật luật cho thấy cuộc hôn nhân có giá trị pháp lý từ sau lễ đính hôn. Ví dụ điều 315 quy định: Gả con gái đã nhận đồ sính lễ mà lại thôi không gả nữa thì phải phạt 80 trượng...Còn người con gái phải gả cho người hỏi trước. Tuy nhiên, nếu trong thời gian từ lễ đính hôn cho đến khi thành hôn mà một trong hai bên bị ác tật hay phạm tội thì bên kia có quyền từ hôn.

#### Chấm dứt hôn nhân
Luật Quốc triều hình luật  quy định các trường hợp chấm dứt hôn nhân là: một trong hai người đã chết hoặc ly hôn.
Về trường hợp chấm dứt hôn nhân do một trong hai người đã chết cần lưu ý là quan hệ hôn nhân chỉ thực sự chấm dứt ngay nếu người chết là vợ, còn nếu là chồng chết thì nó chỉ chấm dứt sau khi mãn tang. Quy định này được đặt ra một cách gián tiếp trong các điều 2 và 320.
Về trường hợp ly hôn có ba nhóm sau:
1. Buộc phải ly hôn (các điều 317, 318, 323, 324, 334) do hôn nhân đã vi phạm các quy định cấm kết hôn.
2. Ly hôn do lỗi của người vợ: Điều 310 quy định người chồng phải ly hôn khi người vợ phạm phải điều nghĩa tuyệt (đoạn tuyệt hết ân nghĩa vợ chồng) như: không con, ghen tuông, ác tật (mắc các bệnh như phong, hủi), dâm đãng, không kính cha mẹ, lắm lời, trộm cắp.
3. Ly hôn do lỗi của người chồng: Điều 308 quy định: "Phàm chồng đã bỏ lửng vợ 5 tháng không đi lại (vợ được trình với quan sở tại và xã quan làm chứng) thì mất vợ". Quy định như vậy quyền lợi của người phụ nữ đã được bảo đảm và quan trọng hơn nó cũng trở thành cơ sở để người chồng phải thực hiện tốt nghĩa vụ của mình đối với vợ, với gia đình. Đây là quy định nổi bật phản ánh tính sáng tạo của nhà làm luật nhằm duy trì trật tự ổn định trong gia đình.

### Quan hệ gia đình
Trong lĩnh vực quan hệ gia đình, bộ luật đã điều chỉnh các quan hệ như quan hệ nhân thân giữa vợ và chồng, giữa cha mẹ và con cái, giữa các thân thuộc khác (vợ cả-vợ lẽ, anh-chị-em, cha mẹ-con nuôi, vai trò của người tôn trưởng tức trưởng họ).
- Quan hệ vợ-chồng: Phong tục tập quán và lễ nghĩa Nho giáo đã điều chỉnh quan hệ vợ-chồng, tuy nhiên Quốc triều hình luật cũng có các quy định nhằm điều chỉnh các quyền và nghĩa vụ nhân thân như: Nghĩa vụ phải chung sống tại một nơi và phải có trách nhiệm với nhau (các điều 321 và 308, 309), không được ngược đãi vợ (điều 482), nghĩa vụ chung thủy (điều 401, 405), nghĩa vụ để tang nhau (các điều 2, 7).
- Quan hệ cha mẹ-con cái: Đề cập tới các nghĩa vụ và quyền nhân thân của con cái, bao gồm: nghĩa vụ phải vâng lời và phụng dưỡng cha mẹ, ông bà (khoản 7 điều 2), nghĩa vụ chịu tội roi, trượng thay cho ông bà, cha mẹ (điều 38), nghĩa vụ không được kiện cáo ông bà-cha mẹ (điều 511), nghĩa vụ che giấu tội cho ông bà, cha mẹ (các điều 9, 504), ngoại trừ trường hợp cha mẹ hay ông bà phạm các tội mưu phản, mưu đại nghịch, cha mẹ nuôi giết con đẻ hay mẹ đẻ-mẹ kế giết cha thì được phép tố cáo và nghĩa vụ để tang ông bà-cha mẹ (điều 2).
- Quan hệ nhân thân khác: Đề cập tới quan hệ giữa vợ cả-vợ lẽ (các điều 309, 481, 483, 484) và nhà chồng, anh-chị-em (các điều 487, 512), nuôi con nuôi (các điều 380, 381, 506) và vai trò của người trưởng họ (điều 35).

Trong quan hệ vợ cả-vợ lẽ thì ngoài các quy định về các nghĩa vụ của họ với chồng và nhà chồng thì họ cũng phải tuân thủ trật tự thê thiếp và vợ cả nói chung được ưu tiên hơn. Về quan hệ anh-chị-em thì người anh trưởng có quyền và nghĩa vụ đối với các em, nhất là khi cha mẹ đã chết, đồng thời cũng bảo vệ sự hòa thuận trong gia đình (phạt nặng đánh lộn, kiện cáo nhau). Việc nhận nuôi con nuôi phải được lập thành văn bản và phải đối xử như con đẻ cũng như ngược lại, con nuôi phải có nghĩa vụ như con đẻ đối với cha mẹ nuôi.

## Các quy định tố tụng
Mặc dù không được tách bạch ra thành các chương riêng rẽ, nhưng Quốc triều hình luật đã thể hiện một số khái niệm của luật tố tụng hiện đại như:
- Thẩm quyền và trình tự tố tụng của các cấp chính quyền (điều 672)
- Thủ tục tố tụng (phần lớn của hai chương cuối) như đơn kiện- đơn tố cáo (các điều 508, 513, 698), thủ tục tra khảo (các điều 546, 660, 665, 667, 668, 714, 716), thủ tục xử án (các điều 671, 709), phương pháp xử án (các điều 670, 683, 686, 708, 714, 720, 722), thủ tục bắt người (các điều 646, 658, 659, 663, 676, 680, 701-704).

## Qui phạm pháp luật trong Bộ luật Hồng Đức
1. Đa phần các qui phạm pháp luật trong Bộ luật Hồng Đức được xây dựng theo phương thức xuất hiện đầy đủ cả ba bộ phận là giả định, quy định và chế tài trực tiếp.
Ví dụ Điều 585: "Trâu của 2 nhà đánh nhau, con nào chết thì 2 nhà cùng ăn thịt, con nào sống thì 2 nhà cùng cày, trái luật thì sẽ xử phạt 80 trượng.".
Trong đó: Trâu của 2 nhà đánh nhau là bộ phận giả định; con nào chết thì 2 nhà cùng ăn thịt, con nào sống thì 2 nhà cùng cày là bộ phận quy định; trái luật thì sẽ xử phạt 80 trượng là bộ phận chế tài.
Điều 89: "Trước sau ngày hoàng đế lên ngôi một tháng, cấm các nhà ở trong kinh thành cử hành việc tang, người nào phạm phải thì phạt 50 roi, biếm một tư".
Trong đó: Trước sau ngày hoàng đế lên ngôi một tháng là bộ phận giả định; cấm các nhà ở trong kinh thành cử hành việc tang là bộ phận quy định; trái luật thì sẽ xử phạt 50 roi, biếm một tư là bộ phận chế tài.
Với cách mô tả hành vi vi phạm pháp luật và chế tài đối với chủ thể thực hiện hành vi đó rõ ràng như vậy, người dân sẽ biết được hành vi nào nên làm, hành vi nào nên tránh, tạo điều kiện để toàn thể mọi tầng lớp nhân dân hiểu luật. Quan xử án cũng biết được cần phải xử như thế nào.
2. Có nhiều qui phạm trong Bộ luật Hồng Đức mô tả ngắn một tình huống cụ thể. Điều này khiến qui phạm trở nên rõ ràng với người dân.
Ví dụ Điều 393: "Người cha lấy vợ trước sinh được một con trai, phần hương hoả đã giao cho giữ; nhưng người con trai ấy lại chỉ sinh được một người con gái; mà cha có vợ lẽ hay nàng hầu lại sinh được một con trai nhưng lại bị cố tật, người con trai cố tật ấy sinh được cháu trai, thì ruộng đất hương hoả phải giao cho người cháu trai con kẻ cố tật, để tỏ ra rằng dòng họ không thể để tuyệt".
Hoặc Điều 395: "Cha mẹ sinh được hai con trai, người con trai trưởng chỉ sinh con gái, con thứ lại có con trai thì phần hương hỏa giao cho con trai người con thứ; nhưng con trai người con thứ chỉ sinh cháu gái thì phần hương hỏa trước kia lại phải giao trả cho con gái người con trưởng".
Ưu điểm của cách quy định ngắn gọn một tình huống, ngoài việc dễ thuộc, dễ nhớ, dễ vận dụng còn cho thấy từ một vấn đề pháp lý khá phức tạp đã được chuyển hóa thành một tình huống rất đơn giản.
3. Bộ luật Hồng Đức có cách quy định chế tài dưới dạng chế tài cố định. Với mỗi một vi phạm cụ thể thì có một hình phạt cụ thể tương ứng; mức độ tăng nặng hay giảm nhẹ cũng được quy định ngay sau đó một cách cụ thể, rõ ràng.
Ví dụ Điều 466: "Đánh gãy răng, sứt tai mũi, chột 1 mắt, gãy ngón chân, ngón tay, giập xương, hay lấy nước sôi, lửa làm người bị thương và rụng tóc, thì xử tội đồ làm khao đinh. Lấy đồ bẩn thỉu ném vào đầu mặt người ta thì xử biếm 2 tư; đổ vào miệng mũi thì biếm 3 tư. Đánh gãy 2 răng, 2 ngón tay trở lên thì xử tội đồ làm tượng phường binh. Lấy gươm giáo đâm chém người, dẫu không trúng cũng phải lưu đi châu gần (người quyền quý phạm tội thì xử tội biếm). Nếu đâm chém bị thương và làm đứt gân, chột 2 mắt, đoạ thai thì xử tội lưu đi châu xa. Nếu trong khi đương xét hỏi, người bị thương lại bình phục, thì tội nhân được giảm tội 2 bậc. Nếu đánh bị thương 2 người trở lên và nhân bị thương mà thành cố tật, hay đánh đứt lưỡi, huỷ hoại âm, dương vật đều xử tội giảo; và phải đền tiền thương tổn như lệ định. Với chế tài cố định này, nó đã đảm bảo tính chính xác trong việc áp dụng luật của các cơ quan Nhà nước, tránh được sự tuỳ tiện trong việc áp dụng luật".
Việc xây dựng các chế tài cố định trong Bộ luật Hồng Đức ở một chừng mực nhất định rất thuận lợi cho việc áp dụng, và có ưu điểm là tránh được sự tùy tiện trong việc áp dụng.
4. Trong Bộ luật Hồng Đức từ một sự kiện hay vụ việc, nhà làm luật lường tính các vấn đề phát sinh xung quanh vụ việc đó.
Ví dụ Điều 234: "Những quan coi quân đội ở các trấn, lộ hay huyện cùng những quan viên trong các cục các viện, đi lại giao kết với nhau, mưu làm việc phản nghịch, mà quan ty quản giám chẳng lưu tâm xem xét, hay dung túng giấu giếm không tâu lên, thì cùng với người phản nghịch cùng một tội; nếu đã tâu lên mà lại ngầm sai người báo cho kẻ phản nghịch biết thì tội cũng thế. Nếu vì tâu lên không giữ kín đáo để cho kẻ phản nghịch biết thì viên quan tâu được giảm tội 1 bậc. Nếu việc mưu phản nghịch đã lộ, việc hung ác đã rõ, mà quan giám không xét tình thế mà lung bắt và tâu lên, thì bị tội như tội đồng mưu; nếu việc mưu phản chưa lộ thì được giảm nhẹ hai bậc."

## So sánh
Giống như các bộ luật phong kiến khác, Bộ luật Hồng Đức thể hiện rõ bản chất giai cấp của nó. Mục tiêu hàng đầu của nó là để bảo vệ vương quyền, địa vị và quyền lợi của giai cấp phong kiến, củng cố trật tự xã hội và gia đình gia trưởng phong kiến. Nó là sự pháp điển hóa tư tưởng chính trị và đạo đức Nho giáo. Tuy vậy, không thể phủ nhận các điểm đặc sắc và tiến bộ của nó.

### Luật Trung Hoa
Luật Hồng Đức tiếp thụ nhiều thành tựu lập pháp của Trung Hoa, chịu ảnh hưởng của cả luật pháp nhà Đường và nhà Minh. Tuy vậy, nó có những điểm không giống với các bộ luật của nhà nước phong kiến Trung Quốc cả về nội dung lẫn bố cục.
Về bố cục, bộ Đường luật có 500 điều chia thành 12 chương (Danh lệ, Vệ cấm, Chức chế, Hộ hôn, Khai khố, Thiện hưng, Đạo tặc, Đấu tụng, Trá ngụy, Tạp luật, Bộ vong, Đoán ngục) trong 30 quyển. Có thể thấy, trong Bộ luật Hồng Đức các quy định về các nhóm tội tình dục và các vấn đề ruộng đất được quy định riêng biệt và cụ thể hơn.
Về nội dung, các quy định về hôn nhân-gia đình, điền sản của Bộ luật Hồng Đức được chú trọng hơn so với Đường luật (quy định cụ thể về văn tự, chúc thư, chế độ và phương thức chia thừa kế, tài sản của vợ-chồng khi góa bụa v.v). Chính vì thế, sau này các tòa án thời Pháp thuộc hay Tòa thượng thẩm Sài Gòn thời Việt Nam Cộng hòa hay dựa trên các quy định này của Bộ luật Hồng Đức để phân xử các vụ kiện tụng liên quan tới tài sản vợ-chồng.

### Bộ luật nhà Nguyễn
So với bộ Hoàng Việt luật lệ (hay luật Gia Long) (năm 1811) ra đời sau hàng thế kỷ, có thể thấy Bộ luật Hồng Đức chưa có tính khái quát hóa cao và phân ngành rõ như Hoàng Việt luật lệ. Tuy nhiên, mức bảo vệ quyền lợi của người phụ nữ trong Bộ luật Hồng Đức lại cao hơn so với Hoàng Việt luật lệ. Như giáo sư Vũ Văn Mẫu đã viết khi nhận xét về Hoàng Việt luật lệ: "bao nhiêu những sự tân kỳ mới lạ trong bộ luật triều Lê đã không còn lưu lại một chút dấu tích nào trong luật nhà Nguyễn. Không còn những điều khoản liên quan đến hương hỏa, đến chúc thư, đến các điều kiện về giá thú, đến chế độ tài sản của vợ chồng."
Ngoài ra, Bộ luật Hồng Đức còn được đánh giá là nhẹ hơn các triều đại trước và nhẹ hơn luật của nhà Nguyễn sau này, có cả sự phân biệt trừng phạt người phạm tội còn nhỏ tuổi hoặc tàn tật.

### Các điểm tiến bộ
Điểm tiến bộ trong Bộ luật Hồng Đức là nó có một tiến khá căn bản trong việc cải thiện địa vị của người phụ nữ trong xã hội phong kiến. Vai trò của người phụ nữ đã được đề cao hơn rất nhiều so với các bộ luật đương thời trong khu vực. Nó cho thấy người vợ có quyền quản lý tài sản của gia đình (khi chồng chết) và họ có quyền thừa kế như nam giới.
Điểm thứ hai, là hình phạt cho phạm nhân nữ bao giờ cũng thấp hơn so với phạm nhân nam. Ví dụ: Điều 1 quy định trượng hình chỉ đàn ông phải chịu: "Từ 60 cho đến 100 trượng, chia làm 5 bậc: 60 trượng, 70 trượng, 80 trượng, 90 trượng, 100 trượng, tuỳ theo tội mà thêm bớt. Xử tội này có thể cùng với tội lưu, tội đồ, biếm chức, hoặc xử riêng chỉ đàn ông phải chịu." Điều 680: "Đàn bà phải tội tử hình trở xuống nếu đang có thai, thì phải để sinh đẻ sau 100 ngày mới đem hành hình. Nếu chưa sinh mà đem hành hình thì ngục quan bị xử biếm hai tư; ngục quản bị đồ làm bản cục đinh. Dù đã sinh rồi, nhưng chưa đủ hạn một trăm ngày mà đem hành hình, thì ngục quan và ngục lại bị tội nhẹ hơn tội trên hai bậc. Nếu đã đủ 100 ngày mà không đem hành hình, thì ngục quan hay ngục lại bị tội biếm hay tội phạt"..
Điểm thứ ba, nó thể hiện chính sách trọng nông của triều Lê. Bộ luật trừng phạt rất nặng các tội như phá hoại đê điều (điều 596), chặt phá cây cối và lúa má của người khác (điều 601), tự tiện giết trâu ngựa (điều 580) v.v Những điều luật trong Quốc Triều Hình Luật đã xác định trách nhiệm của nhà nước thông qua trách nhiệm của hệ thống quan lại nhằm đảm bảo cuộc sống tối thiểu của người nghèo khổ trong xã hội (Điều 294; Điều 9)
Điểm thứ tư, Bộ luật Hồng Đức có nhiều quy định thể hiện tính chất nhân đạo, thể hộ vệ dân thường. Ví dụ: Điều 17 Quốc Triều Hình Luật quy định: "Khi phạm tội chưa già cả tàn tật, đến khi gàn tật mới bị phát giác thì xử theo luật già cả tàn tật. Khi ở nơi bị đồ thì già cả tàn tật cũng thế. Khi còn bé nhỏ phạm tội thì xử theo luật lúc còn nhỏ". Quốc Triều Hình Luật còn thể hiện chính sách khoan hồng đối với người phạm tội tuy chưa bị phát giác và tự thú trước (trừ phạm tội thập ác hoặc giết người). Điều 18 và điều 19: "Phàm ăn trộm tài vặt của người sau lại tự thú với người mất của thì cũng coi như là thú ở cửa quan". Điều 21, 22, 23, 24 của Quốc Triều Hình Luật quy định cho chuộc tội bằng tiền (trừ hình phạt đánh roi vì cho rằng đánh roi có tính chất răn bảo dạy dỗ nên không phải cho chuộc).
Điểm thứ năm, Bộ luật Hồng Đức vừa tiếp thu có chọn lọc tư tưởng của Nho giáo vừa phát huy những phong tục tập quán tốt đẹp của dân tộc. Ví dụ: Điều 40: "Những người miền thượng du (miền núi, miền đồng bào dân tộc ít người cư trú) cùng phạm tội với nhau thì theo phong tục xứ ấy mà định tội. Những người thượng du phạm tội với người trung châu (miền trung du và miền đồng bằng) thì theo luật mà định tội.". Có thể nói đây là một trong những điều luật thể hiện rõ nhất tính sáng tạo của nhà làm luật. Điểm thú vị của quy định này ở chỗ luật pháp dù có hoàn bị đến đâu cũng không thể phủ nhận hoặc thay thế hoàn toàn vai trò của phong tục tập quán vốn dĩ đã tồn tại lâu dài trước cả khi có luật.